# Den Andra
|  | Denne artikel er oprettet af botten PalnaBot ud fra en ekstern database. Den kan derfor have sproglige fejl eller mangler. Denne skabelon kan fjernes efter kontrol af indholdet. |

Den Andra er en eksperimentalfilm instrueret af Mia Hemborg, Ulrika Kärnborg efter manuskript af Mia Hemborg.

## Handling
Filmen försöker gestalta en kvinnas sinnestillstånd. Hon upplever en splittrad verklighet dar den inre verkligheten flyter ihop med den yttre.